# Hyophorbe
Genre
Classification phylogénétique
Espèces de rang inférieur
- Hyophorbe amaricaulis
- Hyophorbe indica
- Hyophorbe lagenicaulis
- Hyophorbe vaughanii
- Hyophorbe verschaffeltii

Hyophorbe est un genre de palmiers de la famille des Arecaceae natif de l'archipel des Mascareignes. Les dernières révisions de la classification dans la famille place ce genre dans la sous-famille Arecoideae et dans la tribu Chamaedoreeae, en retirant la tribu  Hyophorbeae précédemment dans la sous-famille Ceroxyloideae.

## Classification
- Famille des Arecaceae
  - Sous-famille des Arecoideae
    - Tribu des Chamaedoreeae

## Liste d'espèces
Selon Catalogue of Life (8 juil. 2012), World Checklist of Selected Plant Families (WCSP) (8 juil. 2012) et NCBI (8 juil. 2012), ce genre contient les 5 espèces suivantes :
- Hyophorbe amaricaulis Mart. (1849)
- Hyophorbe indica Gaertn. (1791)
- Hyophorbe lagenicaulis (L.H.Bailey) H.E.Moore (1976)
- Hyophorbe vaughanii L.H.Bailey (1942)
- Hyophorbe verschaffeltii H.Wendl. (1866)